# 清洲桜醸造
清洲桜醸造株式会社（きよすざくらじょうぞう）は愛知県清須市に本社及び工場を置く日本の醸造メーカー。代表商品は日本酒の「清洲城信長 鬼ころし」。日本酒の他、焼酎、リキュール類などの製造・販売も行っている。都営バス・しずてつジャストライン・遠鉄バス・大阪シティバスなどに商品の広告を掲示していることもあり、これらの地方においても知られている。

## 主な商品

### 日本酒
- 清洲城信長 鬼ころし
- 特選吟醸 鬼ころし
- 武将純米 信長

### 焼酎
- 本格米焼酎 米ちゅう
- 清洲城信長焼酎 ええなも（甲乙混和。芋と麦の2種類）

### スピリッツ
- 黒糖太郎（黒糖から作った焼酎だが、鹿児島県奄美群島以外で作られた黒糖を原材料とした蒸留酒は、酒税法の理由でスピリッツ扱いになっている）
- 愛知クラフトジン キヨス40度
- 清洲桜 スピリッツ 66%（新型コロナウイルスの流行に伴い2020年4月新発売、消毒用アルコール代用可）

### ウイスキー
- 愛知クラフトウイスキー キヨス45度（KIYOSU、2019年9月より東海3県で本数限定（1万本）で発売されているジャパニーズ・ウイスキー[2]）

### ジン
- 愛知クラフトジン キヨス40度（ジュニパーベリーとみかんの爽やかな柑橘系の香りをはじめ、山椒、生姜、抹茶、など10種のボタニカルを配合した、愛知県生まれのジン）

### リキュール類・その他
- 楽園レモン酒
- 楽園梅酒
- 楽園グレープフルーツ酒
- 楽園ワイン

## スポンサー番組
- ユーガッタ!CBC → イッポウ（CBCテレビ）
- そこが知りたい 特捜!板東リサーチ→水トク!→ゴゴスマ -GO GO!Smile!-（同上）
- FNNスーパーニュースWEEKEND（東海テレビ）
- 三重テレビナイター（三重テレビ）